# غابور زابو (فيزيائي)
غابور زابو (بالمجرية: Szabó Gábor)‏ (و. 1954  م) هو فيزيائي مجري، ولد في ناجيكانيزسا، هو عضوٌ في الأكاديمية الهنغارية للعلوم.

## جوائز
حصل على جوائز منها:
- نيشان الفنون والآداب من رتبة قائد (17 يناير 2013)[1]
- جائزة المنافسة العامة  [لغات أخرى]‏ (1946)